# Ossiannilssonola phryne
Ossiannilssonola phryne är en insektsart som först beskrevs av Mcatee 1926.  Ossiannilssonola phryne ingår i släktet Ossiannilssonola och familjen dvärgstritar. Inga underarter finns listade i Catalogue of Life.